# Timóteo II de Alexandria
Papa Timóteo II de Alexandria (m. 477), também conhecido como Eluro ou Aelurus (em grego: Αίλυρος; "gato" por causa de compleição miúda ou, neste caso, "fuinha") foi um bispo miafisista (não calcedoniano) que conseguiu por duas vezes se colocar como o Patriarca de Alexandria.
Ele é aceito como Papa de Alexandria pela Igreja Ortodoxa Copta.

## Vida e obras
Ele foi eleito e consagrado após a morte do então exilado (e também miafisista) Dióscoro de Alexandria em 454 d.C. pelos miafisistas opositores do credo calcedoniano e imediatamente se escondeu.
Em 457 d.C., após Protério de Alexandria - que tinha sido instalado como Patriarca logo após a deposição de Dióscoro, seis anos antes, em Calcedônia - ter sido assassinado, por instigação de Timóteo, no batistério durante a Páscoa, ele retornou à Alexandria como Patriarca.
Em 460 d.C., o imperador Leão I, o Trácio o expulsou de Alexandria, exilando-o na Ilha de Gangra, e instalou o calcedoniano Timóteo III Salofaciol como Patriarca.
Apoiado por Leão II, Timóteo II voltou à Alexandria em 475 d.C. e reinou como Patriarca até 477 d.C., ano de sua morte.